# Frithjof Schmidt
Frithjof Schmidt (ur. 17 kwietnia 1953 w Bad Harzburg) – niemiecki polityk, deputowany do Parlamentu Europejskiego w latach 2004–2009, poseł do Bundestagu.

## Życiorys
Uzyskał doktorat w dziedzinie nauk społecznych, kształcił się na uczelniach we Włoszech, Francji i USA. Pracował jako redaktor różnych czasopism branżowych. W 1988 wstąpił do partii Zielonych. Był zatrudniony w administracji grupy zielonych w Europarlamencie, później pozostawał etatowych działaczem partyjnym.
W wyborach w 2004 uzyskał mandat posła do Parlamentu Europejskiego. Zasiadał w Komisji Rozwoju (od 2007 jako jej przewodniczący), a także w grupie Zielonych i Wolnego Sojuszu Europejskiego.
W 2009 został wybrany w skład Bundestagu z Nadrenii Północnej-Westfalii, a w 2013 i 2017 uzyskiwał reelekcję.